# Hamid Zaher
Hamid Zaher (nacido en 1974) es un activista y escritor afgano por los derechos de los homosexuales que reside en Canadá.
Zaher nació en 1974 en la provincia de Paruán. Estudió Farmacia en la Universidad de Kabul y se graduó de esta en 1998. En 2001, tuvo que huir de Afganistán cuando su familia empezó a presionarlo para casarse, esto debido a que Afganistán castiga la homosexualidad con la pena de muerte. Zaher llegó a Canadá en marzo de 2008.
En 2009, Zaher publicó un libro sobre su vida y su educación en Afganistán llamado Superación: solo contra el mundo . En respuesta a ello, la familia de Zaher lo repudió.